# Papillion
Papillion – miasto w Stanach Zjednoczonych, w stanie Nebraska, siedziba administracyjna hrabstwa Sarpy.